# Grensrock
Grensrock is een tweedaags rockfestival dat plaatsvindt op de laatste vrijdag en zaterdag van juni in het Park Ter Walle in  Menen. Er treden voornamelijk Belgische artiesten op. De inkom is gratis. De eerste editie van het festival ging door in 1987, toen nog op de tweede zaterdag van juli.
Sinds enkele jaren gaat Grensrock door het volledige laatste weekend van juni!

## Geschiedenis
In het verleden stonden de volgende artiesten op het programma van Grensrock:
1987The Why Dads - Yasja - Faits Divers - Give Buzze Band - Family Duck - Cuenta - M.A.M.
1988Maystreet - The Wolf Banes - The Samantha Brothers - Cas & The Organized Crime - Kloot Per W - Soulsister - Skyblasters
1989Fat's Garden - Lonely In The Crowd - Kid Safari & Uncle Ray - The Pebbles - The Crew - The Scabs - Elisa Waut
1990The B-Tunes - The Mood - De Kreuners - Panache Culture - Earthquake Roody & The Trembling Walls - Golden Earring
1991Poésie Noire - Kid Safari - John Watts & Fischer-Z - Jack of Hearts - Leyers, Michiels & Soulsister - Arno
1992Noordkaap - Spo.Dee.O.Dee - John Campbell - The Radios - Chris Whitley - Buddy Guy - The Selecter
1993The Establishment - Ugly Papas - Green on Red - The Scabs - The Wailers - Walter Trout Band - Urban Dance Squad
1994Evil Superstars - Nemo - dEUS - Consolidated - The Specials - New Fast Automatic Daffodils - The Stranglers - John Mayall & the Bluesbreakers
19954 Heaven's Sake - De Lama's - Belgian Asociality - De Kreuners - TEX - The Choice - The Scene
1996Leman - Get the Picture - The Romans - Ashbury Faith - De Mens - Deviate - Def Real - Gorki - The Kids - Raymond van het Groenewoud & de straffe mannen
1997MG-Band - Blue Blot - Clouseau - Regression - Belgian Asociality & ABN - Brotherhood Foundation - Mad Dog Loose - Unsane - Beasts of Bourbon - Sophia - Scanner
1998Sabbatjaar
1999De Muchachas - Double Brown - Yasmine - Les Truttes - MG-Band - Pa'Lante - The Dill Brothers - Brussels By Night
2000Roland & Bluesworkshop - Tom Robinson & Band - The Crowd - Marjan Debaene - Grupo Caribe - JW Roy & The One Night Band - Beatbusters - The Royal Balls Discofonic Orchestra
2001The Splifftones - Bluehorses - The Travelling Woodstock Show - Operation GSD - Admiral Freebee - The Whodads - El Fish & Roland - The Block Busters
2002Les Belles Agogo - Neeka - Monza - Ska'd For Life - RE: Love - The N.E.S.T. - Jonesy - Perfect - Big Boy Franky
2003Hale-Bopp - Seatsniffers - Frank Boeijen - Urban Trad - Yevgueni - Moonlake - Sukilove - 't Hof van Commerce - De Dolfijntjes
2004Blunt - Sioen - Admiral Freebee - Raymond van het Groenewoud - Sois Belle - The Internationals - Gabriel Ríos - Flip Kowlier - Wipneus & Pim
2005Barbie Bangkok - Satellite City - De Nieuwe Snaar - Das Pop - Milow - DeLaVega - Absynthe Minded - De Mens - Daan
2006The Germans - Thou - Nits - 't Hof van Commerce - Cream & Spices - Lemon - Neeka - Lalalover - Starflam
2007Het Zesde Metaal - The Rhythm Junks - Yevgueni - Stijn - Daan - Mintzkov - The Violent Husbands - The Van Jets - Triggerfinger - Absynthe Minded - Buscemi
2008Balthazar - The Hickey Underworld - Tim Vanhamel - De Mens - Shameboy - Gootch - I Love Sarah - Black Box Revelation - Triggerfinger - The Scene - Das Pop
2009Steak Number Eight - Jasper Erkens - De Jeugd van Tegenwoordig - A Brand - The Subs - Luna Twist - The Galacticos - Team William - Waxdolls - The Hickey Underworld - Front 242
2010Spoil Engine - Customs - The Van Jets - Sound of Stereo - Daan - Roadburg - Dez Mona - Mintzkov - An Pierlé & White Velvet - Archie Bronson Outfit - Discobar Galaxie
2011Little Trouble Kids - Broken Glass Heroes - The Sore Losers - Netsky - The Subs - SX - Drums Are for Parades - Amatorski - Waxdolls - Joe Gideon & The Shark - Triggerfinger
2012Tiny Legs Tim - Sarah Ferri - Wallace Vanborn - El Fish - Balthazar - Mumbai Science - Ping Pong Tactics - Kapitan Korsakov - Willow - Geike - Trixie Whitley - The Hickey Underworld - Merdan Taplak
2013Major Clint - Compact Disk Dummies - Bed Rugs - Creature with the Atom Brain - Channel Zero - Raving George - King Hiss - Hitsville Drunks - Sir Yes Sir - Flying Horseman - Steak Number Eight - Dez Mona - Magnus
2014Smoking General - Tubelight - Id!ots - Psycho 44 - Intergalactic Lovers - Kenji Minogue - Carneia - Little Trouble Kids - The Black Heart Rebellion - Madensuyu - Flying Horseman - The Sore Losers - De Jeugd Van Tegenwoordig
2015Hypochristmutreefuzz - Scrappy Tapes - Robbing Millions - Douglas Firs - Wallace Vanborn - The Van Jets - The RG's - The Sha-La-Lee's - Nordmann - BRNS - Steve Gunn - Raketkanon - Magnus
2016Simple Pigeons - Get Your Gun - Go March - Soldier's Heart - Flying Horseman - The Sore Losers - It It Anita - Supergenius - Stadt - Woodie Smalls - Terakaft - The Black Heart Rebellion - Vuurwerk
2017Sperwer - The Guru Guru - It It Anita - King Hiss - Admiral Freebee - Laston & Geo - DJ SNES & DJ Br3in3 - Kapitein Winokio - Ride This Train - Ertebrekers - Delv!s - The Subs - Mensch erger je niet
2018Aping Friends - Newmoon - Whispering Sons - Brutus (rockband) - Millionaire - Wipneus & Pim - Kapitein Winokio - The RG's - Nordmann - Ozark Henry - Blackwave - Laston & Geo
2019Carneia - Fire Down Below (band) - Ertebrekers - The Sore Losers - Discobar Galaxie - Kapitein Winokio - Rhea - Idiots - De Mens - K's Choice - DMSTK 4D
2020
Geen Grensrock wegens Corona
2021Geen Grensrock wegens Corona
2022Sister May - Wallace Vanborn - Ramkot - DIRK. - Novastar - DJ BR3IN3 - Radio Oorwoud - Mintzkov - Fleddy Melculy - School is Cool - Absynthe Minded - Ruby Grace - DJ SNES